# Кембридж (селище, Нью-Йорк)
Кембридж (англ. Cambridge) — селище (англ. village) в США, в окрузі Вашингтон штату Нью-Йорк. Населення — 1788 осіб (2020).

## Географія
Кембридж розташований за координатами 43°1′40″ пн. ш. 73°22′52″ зх. д. / 43.02778° пн. ш. 73.38111° зх. д. (43.027906, -73.381138).  За даними Бюро перепису населення США в 2010 році селище мало площу 4,34 км², уся площа — суходіл.

## Демографія
Згідно з переписом 2010 року, у селищі мешкало 1870 осіб у 800 домогосподарствах у складі 443 родин. Густота населення становила 430 осіб/км².  Було 883 помешкання (203/км²).
Расовий склад населення:
| - 96,1 % — білих - 1,1 % — чорних або афроамериканців - 0,9 % — азіатів - 0,1 % — корінних американців |

До двох чи більше рас належало 1,8 %. Частка іспаномовних становила 1,3 % від усіх жителів.
За віковим діапазоном населення розподілялося таким чином: 22,3 % — особи молодші 18 років, 59,1 % — особи у віці 18—64 років, 18,6 % — особи у віці 65 років та старші. Медіана віку мешканця становила 44,1 року. На 100 осіб жіночої статі у селищі припадало 89,5 чоловіків;  на 100 жінок у віці від 18 років та старших — 85,1 чоловіків також старших 18 років.
Середній дохід на одне домашнє господарство  становив 51 647 доларів США (медіана — 43 750), а середній дохід на одну сім'ю — 70 889 доларів (медіана — 62 500). Медіана доходів становила 44 244 долари для чоловіків та 34 946 доларів для жінок. За межею бідності перебувало 16,1 % осіб, у тому числі 17,6 % дітей у віці до 18 років та 12,6 % осіб у віці 65 років та старших.
Цивільне працевлаштоване населення становило 731 особа. Основні галузі зайнятості: освіта, охорона здоров'я та соціальна допомога — 30,9 %, виробництво — 19,8 %, роздрібна торгівля — 10,4 %, будівництво — 7,7 %.